# Tour du Sénégal 2016
Le Tour du Sénégal 2016 est la 15e édition de cette course cycliste par étapes. Il se déroule du 23 au 30 avril 2016.
Il est remporté par l'Algérien Abdellah Ben Youcef.

## Étapes
| Étape     | Date          | Villes étapes           | Distance (km) | Vainqueur d’étape        | Leader du classement général |
| --------- | ------------- | ----------------------- | ------------- | ------------------------ | ---------------------------- |
| 1re étape | sam. 23 avril | Dakar - Tivaouane       | 92            | Abderrahmane Mansouri    | Abderrahmane Mansouri        |
| 2e étape  | dim. 24 avril | Tivaouane – Saint-Louis | 178           | Abdellah Ben Youcef      | Abdellah Ben Youcef          |
| 3e étape  | lun. 25 avril | Saint-Louis – Thiès     | 189,5         | Abderrahmane Mehdi Hamza | Abdellah Ben Youcef          |
| 4e étape  | mar. 26 avril | Khombole - Kaolack      |               | Etape annulée            | Etape annulée                |
| 5e étape  | mer. 27 avril | Kaolack – Joal          |               | Rutger Roelandts         | Abdellah Ben Youcef          |
| 6e étape  | ven. 29 avril | Somone – Ngaparou       |               | Azzedine Lagab           | Abdellah Ben Youcef          |
| 7e étape  | sam. 30 avril | Dakar                   |               | Dominik Roels            | Abdellah Ben Youcef          |

## Classements

### Classement général final
| Classement général | Classement général    | Classement général | Classement général | Classement général  |
|                    | Coureur               | Pays               | Équipe             | Temps               |
| ------------------ | --------------------- | ------------------ | ------------------ | ------------------- |
| 1er                | Abdellah Ben Youcef   | Algérie            | '                  | en 15 h 21 min 34 s |
| 2e                 | Abderrahmane Hamza    | Algérie            |                    | + 0 min 57 s        |
| 3e                 | Abderrahmane Mansouri | Algérie            |                    | + 1 min 2 s         |
| 4e                 | Azzedine Lagab        | Algérie            |                    | + 2 min 10 s        |
| 5e                 | Reda Aadel            | Maroc              |                    | + 2 min 52 s        |
| 6e                 | Ali Nouisri           | Tunisie            |                    | + 4 min 56 s        |
| 7e                 | Florian Obersteiner   | Allemagne          |                    | + 4 min 59 s        |
| 8e                 | Dominik Roels         | Allemagne          |                    | + 6 min 38 s        |
| 9e                 | Guy Smet              | Belgique           |                    | + 7 min 28 s        |
| 10e                | Roel de Vries         | Pays-Bas           |                    | + 7 min 36 s        |
| modifier           |                       |                    |                    |                     |

### Classements annexes finals

#### Classement par points
| Classement par point | Classement par point  | Classement par point | Classement par point | Classement par point |
| -------------------- | --------------------- | -------------------- | -------------------- | -------------------- |
|                      | Coureur               | Pays                 | Équipe               | Point(s)             |
| 1er                  | Dominik Roels         | Allemagne            | '                    | 109 points           |
| 2e                   | Abdellah Ben Youcef   | Algérie              |                      | 103 pts              |
| 3e                   | Abderrahmane Hamza    | Algérie              |                      | 97 pts               |
| 4e                   | Azzedine Lagab        | Algérie              |                      | 89 pts               |
| 5e                   | Abderrahmane Mansouri | Algérie              |                      | 88 pts               |
| 6e                   | Florian Obersteiner   | Allemagne            |                      | 75 pts               |
| 7e                   | Soufiane Sahbaoui     | Maroc                |                      | 72 pts               |
| 8e                   | Rutger Roelandts      | Belgique             |                      | 69 pts               |
| 9e                   | Abdellah Hida         | Maroc                |                      | 63 pts               |
| 10e                  | Reda Aadel            | Maroc                |                      | 59 pts               |
| modifier             |                       |                      |                      |                      |

#### Classement du meilleur jeune
| Classement général du meilleur jeune | Classement général du meilleur jeune | Classement général du meilleur jeune | Classement général du meilleur jeune | Classement général du meilleur jeune |
|                                      | Coureur                              | Pays                                 | Équipe                               | Temps                                |
| ------------------------------------ | ------------------------------------ | ------------------------------------ | ------------------------------------ | ------------------------------------ |
| 1er                                  | Abderrahmane Mansouri                | Algérie                              | '                                    | en 15 h 22 min 36 s                  |
| 2e                                   | Ali Nouisri                          | Tunisie                              |                                      | + 3 min 54 s                         |
| 3e                                   | Florian Obersteiner                  | Allemagne                            |                                      | + 3 min 57 s                         |
| 4e                                   | Othmane Choumouch                    | Maroc                                |                                      | + 8 min 18 s                         |
| 5e                                   | Gabriel Ossyra                       | Allemagne                            |                                      | + 9 min 37 s                         |
| 6e                                   | Peter Förster                        | Allemagne                            |                                      | + 15 min 55 s                        |
| 7e                                   | Mohamed Bouzidi                      | Algérie                              |                                      | + 16 min 40 s                        |
| 8e                                   | Hicham Mokhtari                      | Algérie                              |                                      | + 18 min 37 s                        |
| 9e                                   | Haitam Gaiz                          | Maroc                                |                                      | + 22 min 11 s                        |
| 10e                                  | Soufiane Sahbaoui                    | Maroc                                |                                      | + 24 min 17 s                        |
| modifier                             |                                      |                                      |                                      |                                      |